# Tarık Çamdal
Tarık Çamdal (Monaco di Baviera, 24 marzo 1991) è un calciatore tedesco naturalizzato turco, difensore del Fatih Ingolstadt.

## Carriera

### Club
Cresciuto nel Monaco 1860, ha esordito in prima squadra nella stagione 2009-2010 giocando due annate in seconda serie.
Nel 2011 si trasferisce in Turchia, all'Eskişehirspor.

### Nazionale
Ha esordito in Nazionale il 15 novembre 2013 nell'amichevole vinta per 1-0 sull'Irlanda del Nord.

## Statistiche

### Presenze e reti nei club
Statistiche aggiornate al 1 agosto 2017.
| Stagione             | Squadra              | Campionato           | Campionato | Campionato | Coppe nazionali | Coppe nazionali | Coppe nazionali | Coppe continentali | Coppe continentali | Coppe continentali | Altre coppe | Altre coppe | Altre coppe | Totale | Totale |
| Stagione             | Squadra              | Comp                 | Pres       | Reti       | Comp            | Pres            | Reti            | Comp               | Pres               | Reti               | Comp        | Pres        | Reti        | Pres   | Reti   |
| -------------------- | -------------------- | -------------------- | ---------- | ---------- | --------------- | --------------- | --------------- | ------------------ | ------------------ | ------------------ | ----------- | ----------- | ----------- | ------ | ------ |
| 2009-2010            | Monaco 1860          | ZL                   | 4          | 0          | CG              | 2               | 0               | -                  | -                  | -                  | -           | -           | -           | 6      | 0      |
| 2010-2011            | Monaco 1860          | ZL                   | 9          | 0          | CG              | 0               | 0               | -                  | -                  | -                  | -           | -           | -           | 9      | 0      |
| Totale Monaco 1860   | Totale Monaco 1860   | Totale Monaco 1860   | 13         | 0          |                 | 2               | 0               |                    | -                  | -                  |             | -           | -           | 15     | 0      |
| 2011-2012            | Eskişehirspor        | SL                   | 0          | 0          | TK              | 1               | 0               | -                  | -                  | -                  | -           | -           | -           | 1      | 0      |
| 2012-2013            | Eskişehirspor        | SL                   | 8          | 0          | TK              | 6               | 0               | UEL                | 0                  | 0                  | -           | -           | -           | 12     | 0      |
| 2013-2014            | Eskişehirspor        | SL                   | 26         | 0          | TK              | 6               | 0               | -                  | -                  | -                  | -           | -           | -           | 32     | 0      |
| ago. 2014            | Eskişehirspor        | SL                   | 1          | 0          | TK              | -               | -               | -                  | -                  | -                  | -           | -           | -           | 1      | 0      |
| Totale Eskişehirspor | Totale Eskişehirspor | Totale Eskişehirspor | 35         | 0          |                 | 13              | 0               |                    | 0                  | 0                  |             | -           | -           | 48     | 0      |
| ago. 2014-2015       | Galatasaray          | SL                   | 12         | 0          | TK              | 7               | 0               | UCL                | 5                  | 0                  | ST          | -           | -           | 24     | 0      |
| 2015-2016            | Galatasaray          | SL                   | 8          | 0          | TK              | 7               | 0               | UCL                | 0                  | 0                  | ST          | 0           | 0           | 15     | 0      |
| 2016-2016            | Eskişehirspor        | 1L                   | 25+3       | 0          | -               | -               | -               | -                  | -                  | -                  | -           | -           | -           | 28     | 0      |
| Totale Galatasaray   | Totale Galatasaray   | Totale Galatasaray   | 20         | 0          |                 | 14              | 0               |                    | 5                  | 0                  |             | 0           | 0           | 39     | 0      |
| Totale carriera      | Totale carriera      | Totale carriera      | 96         | 0          |                 | 29              | 0               |                    | 5                  | 0                  |             | 0           | 0           | 130    | 0      |

### Cronologia presenze e reti in nazionale
| Cronologia completa delle presenze e delle reti in nazionale ― Turchia | Cronologia completa delle presenze e delle reti in nazionale ― Turchia | Cronologia completa delle presenze e delle reti in nazionale ― Turchia | Cronologia completa delle presenze e delle reti in nazionale ― Turchia | Cronologia completa delle presenze e delle reti in nazionale ― Turchia | Cronologia completa delle presenze e delle reti in nazionale ― Turchia | Cronologia completa delle presenze e delle reti in nazionale ― Turchia | Cronologia completa delle presenze e delle reti in nazionale ― Turchia |
| Data                                                                   | Città                                                                  | In casa                                                                | Risultato                                                              | Ospiti                                                                 | Competizione                                                           | Reti                                                                   | Note                                                                   |
| ---------------------------------------------------------------------- | ---------------------------------------------------------------------- | ---------------------------------------------------------------------- | ---------------------------------------------------------------------- | ---------------------------------------------------------------------- | ---------------------------------------------------------------------- | ---------------------------------------------------------------------- | ---------------------------------------------------------------------- |
| 15-11-2013                                                             | Adana                                                                  | Turchia                                                                | 1 – 0                                                                  | Irlanda del Nord                                                       | Amichevole                                                             | -                                                                      | 72’                                                                    |
| 5-3-2014                                                               | Ankara                                                                 | Turchia                                                                | 2 – 1                                                                  | Svezia                                                                 | Amichevole                                                             | -                                                                      | 90+2’                                                                  |
| 25-5-2014                                                              | Dublino                                                                | Irlanda                                                                | 1 – 2                                                                  | Turchia                                                                | Amichevole                                                             | 1                                                                      | 70’                                                                    |
| 29-5-2014                                                              | Washington                                                             | Honduras                                                               | 0 – 2                                                                  | Turchia                                                                | Amichevole                                                             | -                                                                      | 80’                                                                    |
| 1-6-2014                                                               | Harrison                                                               | Stati Uniti                                                            | 2 – 1                                                                  | Turchia                                                                | Amichevole                                                             | -                                                                      | 46’                                                                    |
| 12-11-2014                                                             | Istanbul                                                               | Turchia                                                                | 0 – 4                                                                  | Brasile                                                                | Amichevole                                                             | -                                                                      | 79’                                                                    |
| Totale                                                                 |                                                                        | Presenze                                                               | 6                                                                      |                                                                        | Reti                                                                   | 1                                                                      |                                                                        |

## Palmarès

### Club

#### Competizioni nazionali
- Campionato turco: 1

Galatasaray: 2014-2015
- Coppa di Turchia: 1

Galatasaray: 2014-2015
- TFF 1. Lig: 1

Adana Demirspor: 2020-2021